# Maryam Namazie
Maryam Namazie (en persan : مریم نمازی) est une femme politique iranienne féministe et communiste née en 1966 à Téhéran. Elle est la porte-parole de Iran Solidarity et de One Law for All.

## Biographie
Née à Téhéran, Maryam Namazie émigre avec sa famille en 1980, lorsque l'Iran devient une république islamique. Elle a habité en Inde, en Grande-Bretagne, puis aux États-Unis où elle commence ses études à l'âge de 17 ans. 
Spécialisée dans la solidarité internationale, elle a d'abord travaillé aux côtés de réfugiés éthiopiens au Soudan. Lors du coup d'État islamiste dans ce pays, son organisation clandestine de défense des droits de l'homme fut découverte et interdite. Revenue aux États-Unis, elle a participé à la création du Comité pour l'aide humanitaire aux réfugiés iraniens, en 1991. En 1994, elle a travaillé dans les camps de réfugiés iraniens en Turquie, et réalisé un film sur leur situation.
Maryam Namazie a ensuite été élue présidente de la Fédération internationale des réfugiés iraniens, qui compte des branches dans une vingtaine de pays. Elle a mené de nombreuses campagnes, notamment contre les violations des droits des réfugiés en Turquie.
Membre du Comité central de l'Organisation pour la libération des femmes (Iran), Maryam Namazie est très investie dans la défense des droits des femmes et la lutte contre l'apartheid sexuel en Iran. Femme de communication, Maryam Namazie anime une émission de télévision par satellite en langue anglaise, International TV. 
Son action en faveur de la laïcité ne concerne pas exclusivement son pays natal, puisqu'elle a mené des campagnes en Grande-Bretagne, où elle réside actuellement, et au Canada. Elle s'est fait pour spécialité, dans ses articles et interventions publiques, de dénoncer le relativisme culturel et l'islam politique. Cette activité lui a valu le prix 2005 de la National Secular Society (Société nationale laïque) en Grande-Bretagne,. 
Elle fait également partie des douze signataires du manifeste « Ensemble contre le nouveau totalitarisme », avec Ayaan Hirsi Ali, Chahla Chafiq, Caroline Fourest, Bernard-Henri Lévy, Irshad Manji, Mehdi Mozaffari, Taslima Nasreen, Salman Rushdie, Antoine Sfeir, Philippe Val et Ibn Warraq. Ce manifeste débute ainsi : « Après avoir vaincu le fascisme, le nazisme, et le stalinisme, le monde fait face à une nouvelle menace globale de type totalitaire : l’islamisme ». 
Directrice de publication de la Worker-communist review (revue communiste-ouvrière), Maryam Namazie est membre du bureau politique du Parti communiste-ouvrier d'Iran, fondé par l'idéologue Mansoor Hekmat[réf. nécessaire].
En février 2008, l'édition québécoise de Elle a classé Maryam Namazie et sa camarade Mina Ahadi parmi les 45 « Femmes de l'année 2007 », pour leur rôle dans la création du Conseil central des ex-musulmans.
À la suite du geste de la blogueuse égyptienne Aliaa Magda Elmahdy, qui pose nue pour défier les islamistes, Maryam Namazie lance en février 2012 un calendrier de photos de militantes féministes nues, parmi lesquelles l'Ukrainienne Alena Magela, du groupe FEMEN.
En 2016, elle reçoit le prix de la Laïcité.

### One law for all
En Grande-Bretagne, le recours à l'arbitrage de tribunaux islamiques jugeant selon la sharia pour les affaires familiales (divorces, gardes d'enfants) ou les différents commerciaux est légal, en vertu de l'Arbitration Act 1996. Maryam Namazie a lancé une campagne pour s'opposer à cet usage, sous le nom de One law for all (« une loi pour tous »).